# 竹内和也 (捕手)
竹内 和也（たけうち かずや、1985年 - ）は、元社会人野球選手（三塁手、捕手）。右投右打。

## 経歴
高校時代は山梨県の日本航空高校で1、2年の夏に甲子園大会に出場。
大学は東都大学野球の亜細亜大学に進学。大学3年時には神宮大会で優勝している。
大学卒業後は社会人野球強豪のJR東日本に入社。JR東日本では一貫して捕手登録であったが、実際には三塁手や指名打者での出場が中心だった。2012年の都市対抗では優勝を逃すも、竹内自身は三塁手として大会優秀選手に選出された。また、同年の関東選抜リーグを制し、最優秀選手賞と首位打者賞（18打数9安打、打率.500）を獲得。2015年をもって勇退した。